# Kickidler
Kickidler es un software de monitoreo de empleados, control y seguimiento del tiempo de trabajo de los empleados en la oficina y a distancia, para plataformas como Windows, MAC OS, GNU / Linux. El programa realiza un monitoreo en línea de la PC.

## Principio de funcionamiento
El programa permite grabar video desde un monitor de computadora, hacer informes de las horas de trabajo y controlar una computadora de forma remota.
El sistema Kickidler consta de tres componentes:
1. Servidor. En él se almacena toda la información recopilada por el programa .
2. Espectador. Es un programa instalado en la computadora de un gerente o empleado.
3. Capturador. Es instalado en la computadora de cada usuario que necesita ser monitoreado. Es un agente que recopila datos.

## Otra información
- El programa identifica a los empleados que desean ganar dinero extra vendiendo información comercial de sus empresas.[5]
- Kickidler lleva a cabo investigaciones en el campo del seguimiento del tiempo de trabajo ocupado en la computadora por los empleados.[6][7][8]
- A partir del año 2020, el programa Kickidler está disponible en 7 idiomas. El desarrollo del programa se lleva a cabo en Rusia. La empresa tiene una oficina en Chipre.